# 伊萬尼夫卡 (德沃里奇納市鎮)
49°49′3″N 37°58′12″E / 49.81750°N 37.97000°E
伊萬尼夫卡（烏克蘭語：Іванівка）是位於烏克蘭東部的村莊，由哈爾科夫州庫普揚斯克區的德沃里奇納市鎮負責管轄。該村始建於1850年，面積0.27平方公里，海拔高度153米，2001年人口82，人口密度每平方公里301.5人。